# Le fiabe del focolare

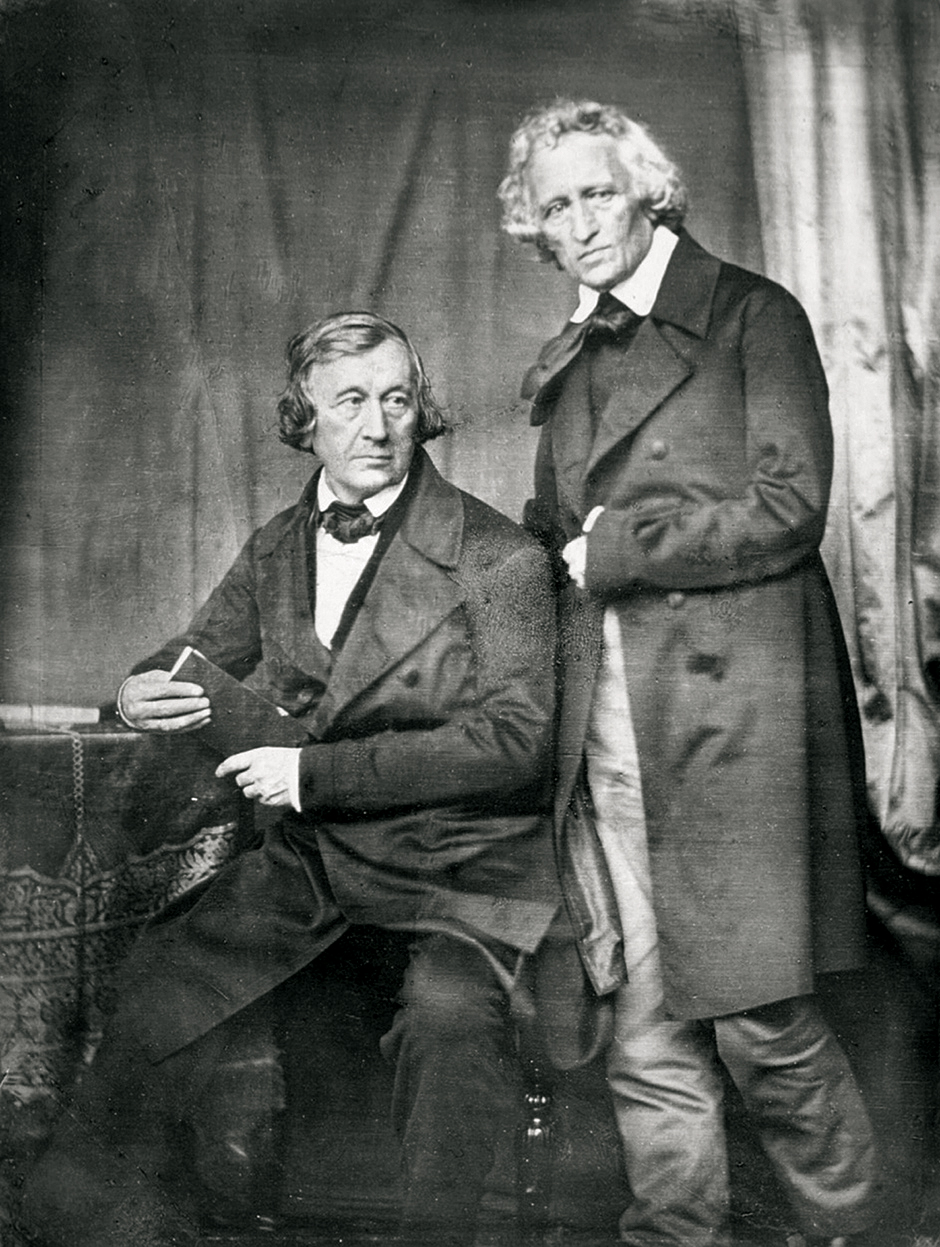
Ritratto dei fratelli Jacob e Wilhelm Grimm (1847)

Le fiabe del focolare (in tedesco Kinder- und Hausmärchen, lett. "Fiabe per bambini e famiglie"), meglio conosciute come Fiabe, è un'antologia di fiabe raccolte dai fratelli Grimm in due volumi per la prima volta nel 1812 e nel 1815, in seguito espansa nelle edizioni successive.

## Genesi
Il nome dei fratelli Grimm è legato principalmente ai loro studi di linguistica, in special modo circa la ricostruzione storica della lingua tedesca; tuttavia, dedicarono molte energie anche alla ricerca e alla trascrizione di miti e leggende propri dell'area germanica, quindi non deve creare stupore che un simile tracciato abbia sviluppato un certo interesse dei Grimm verso il patrimonio favolistico della nazione tedesca.
La fiaba è, per propria costituzione, un genere esclusivamente orale, affidato alla ripetizione mnemonica, ma all'epoca questa fedeltà stava venendo meno, infatti la memoria era sempre più insidiata dallo sviluppo della carta stampata; quindi, i Grimm, da buoni filologi, compresero che il patrimonio orale stava gradualmente giungendo all'ultima stagione, e ormai era custodito quasi unicamente nelle campagne, ove gli anziani erano ancora analfabeti. Pertanto, si imbarcarono nell'impresa di salvare tali racconti fiabeschi, che loro consideravano un prodotto peculiare e autoctono del popolo tedesco.
Tuttavia, è lecito supporre che i due fratelli si posero con animo differente allo studio di queste fiabe: più scientifico quello di Jacob, più aperto verso il fantastico e il poetico quello di Wilhelm, difatti dopo la (deludente) prima edizione del 1812-15, Jacob abbandonò la compilazione di questa antologia in favore dei propri studi filologici, mentre Wilhelm continuò a lavorarvi fino a pochi anni prima della morte: la settima e ultima edizione risale al 1857.

## Storia editoriale
Il primo volume della prima edizione, contenente 86 fiabe, fu pubblicato nel 1812; seguì un secondo volume di 70 fiabe nel 1815. Per la seconda edizione del 1819 furono pubblicati due volumi di fiabe, mentre l'appendice venne rimossa e pubblicata separatamente in un terzo volume nel 1822, per un totale di 170 racconti. La terza edizione apparve nel 1837, la quarta nel 1840, la quinta nel 1843, la sesta nel 1850 e la settima nel 1857. Diverse storie furono aggiunte e rimosse da un'edizione all'altra, fino alla settima edizione di 210 racconti. Inoltre, nel 1825 i Grimm pubblicarono la Kleine Ausgabe o "piccola edizione", una selezione di 50 fiabe pensata per i bambini, illustrata dal loro fratello Ludwig Emil Grimm. Questa versione per bambini ricevette 10 edizioni tra il 1825 e il 1858. Anche altre edizioni successive furono ampiamente illustrate, prima da Philipp Grot Johann e, dopo la sua morte nel 1892, dall'illustratore tedesco Robert Leinweber.

## Differenze fra le edizioni
Dunque, un tale numero di edizioni fa giustamente presupporre delle differenziazioni tra le medesime: difatti sovente troviamo, tra un'edizione e l'altra, delle modifiche anche profonde. Ad esempio, se nella prima edizione troviamo la fiaba "nuda e cruda", con finali spesso tragici e truculenti, nella seconda abbiamo la quasi totale predominanza del lieto fine che contraddistingue le fiabe dei Grimm e che ha stabilito la propria egemonia dalla terza edizione in poi.
La prima edizione fu criticata in quanto, pur essendo intitolata "Fiabe per bambini", venne considerata inadatta a tale fetta di lettori, sia per le informazioni accademiche presenti nel testo che per gli argomenti trattati. Molti cambiamenti nel corso delle edizioni, come la trasformazione delle malvagie madri della prima edizione in Biancaneve e Hänsel e Gretel in matrigne, vennero probabilmente apportati tenendo conto di tale idoneità. Jack Zipes ritiene che i Grimm abbiano apportato questo cambiamento nelle edizioni successive perché "consideravano sacra la maternità".
Furono anche rimossi alcuni riferimenti sessuali (come il fatto che Raperonzolo chiedesse innocentemente perché il suo vestito le si stesse stringendo intorno alla pancia, rivelando così ingenuamente alla maga Dama Gothel la sua gravidanza e le visite del principe) ma, per molti aspetti, la violenza, in particolare nelle punizioni dei cattivi, divenne più frequente.
Inoltre troviamo anche che, mentre le prime edizioni erano intrise di maggior rigore filologico, man mano che si procedeva alla compilazione di nuove edizioni si faceva sempre più pressante il contributo del "redattore-pedagogo", che riscrive i testi in modo stilisticamente accettabile e più adatto ad una morale infantile, dunque si assiste ad un progressivo "ingentilimento" delle storie tramandate dall'opera dei Grimm.
D'altra parte le modifiche non si trovano unicamente nello "stile" delle singole fiabe, ma anche nel numero delle fiabe stesse: si passa dalle poche decine dell'edizione del 1812, alle 170 della seconda (1819), alle 210 dell'ultima. Anche la famosa formula c'era una volta fa il suo ingresso solamente alla seconda edizione. Ad esempio, l'inizio della fiaba I dodici fratelli nella prima edizione è narrato in questo modo:
(Fratelli Grimm, Fiabe)

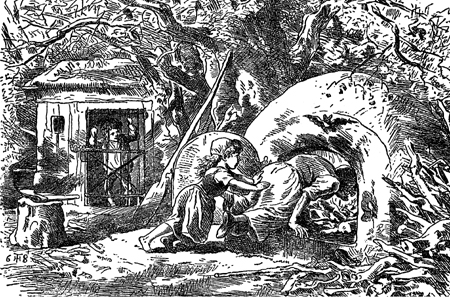
Hänsel e Gretel in una illustrazione di Theodor Hosemann

In questo testo siamo in grado di individuare la sua estrema stringatezza, la mancanza di nessi causali e la quasi assoluta mancanza di struttura ipotattica: il re non dà alcuna spiegazione della propria decisione e non ne vuole discutere nemmeno con la regina. Nella seconda edizione troviamo che il discorso non solo acquista più coerenza narrativa, ma risulta più piacevole e scorrevole alla lettura:
(Fratelli Grimm, Fiabe)

## Edizioni italiane
La prima raccolta delle fiabe apparsa in Italia è Favole scelte dalla raccolta dei fratelli Grimm, pubblicata nel 1875 a Milano da Paolo Carrara nella traduzione di Filippo Paoletti. La selezione comprende 51 fiabe, tra cui le popolari I musici della città di Brema, Il lupo ed i sette capretti e Cuffietta Rossa (Cappuccetto Rosso); tuttavia, queste ultime due presentano dei tagli, per stessa ammissione di Paoletti nella prefazione. Alcune di queste fiabe erano già state pubblicate l'anno precedente sulla Guida del Maestro di Torino.
Altre sporadiche traduzioni italiane risalgono agli anni ottanta del XIX secolo. Una selezione di 11 fiabe venne pubblicata tra il 1883 e il 1884 dal periodico Il Buonarroti, tradotte da Luigi Tiberi. Altre note fiabe, come Biancaneve, Hänsel e Gretel (con il titolo Giovanni e Margherita) e Fratellino e Sorellina, furono pubblicate per la prima volta singolarmente nel 1883, nella collana Biblioteca dell'Infanzia di Antonio Vallardi Editore, in edizioni illustrate.
La seconda effettiva edizione italiana della raccolta dei fratelli Grimm (pur sempre parziale e con le fiabe elencate in un ordine diverso) fu edita con il titolo Cinquanta novelle dalla Hoepli nel 1897 a cura di Fanny Vanzi Mussini. Anche in questa edizione alcune delle fiabe più celebri portano titoli diversi dai più noti: Biancaneve è intitolata Nevolina; Cappuccetto Rosso, Scuffietta Rossa e Hänsel e Gretel, Nannino e Ghita. Il testo registrò un immediato successo editoriale e venne ristampato ogni quattro-cinque anni per arrivare, nel 1940, alla decima edizione. Dopo i tragici bombardamenti del 1943, quando la casa editrice e la Libreria Hoepli vennero distrutte, tra i primi testi ad apparire ci furono le Nuove novelle dei fratelli Grimm (1943), nella traduzione curata da Mary Tibaldi Chiesa. Anche le 49 Nuove novelle ebbero una nuova fortuna editoriale dopo che, per iniziativa di Giovanni Hoepli, nel 1950 uscirono, come pure le Cinquanta novelle, con le illustrazioni di Vittorio Accornero.
La prima pubblicazione italiana completa fu quella pubblicata da Salani nel 1908 in una traduzione anonima, ma divisa in 5 volumetti con titoli diversi: Le novelle per tutti, Le novelle per le famiglie, Le novelle celebri, Il libro delle fiabe e Novelle straordinarie. La prima edizione critica completa dell'antologia, venne pubblicata come Le fiabe del focolare nel 1951 da Einaudi per la collana I millenni, con traduzione di Clara Bovero.
Tra le altre traduzioni degne di nota vi è quella di Antonio Gramsci, che intorno al 1932, durante la sua detenzione nel carcere di Turi, tradusse 24 fiabe, pubblicate per la prima volta postume nel 1980 da Vallecchi nel volume Favole di libertà.

## Struttura
Le Fiabe sono divise in due sezioni differenti: le fiabe (1-200) e le leggende per bambini (201-210). Qui di seguito è riportato l'elenco integrale delle fiabe raccolte dai Grimm (con riferimento all'edizione del 1857):

### Fiabe
1. Il principe ranocchio (o Enrico di Ferro) (Der Froschkönig oder der eiserne Heinrich)
2. Gatto e topo in società (Katze und Maus in Gesellschaft)
3. La figlia della Madonna (Marienkind)
4. Storia di uno che se ne andò in cerca della paura (Märchen von einem, der auszog das Fürchten zu lernen)
5. Il lupo e i sette capretti (Der Wolf und die sieben jungen Geißlein)
6. Il fedele Giovanni (Der treue Johannes)
7. Il buon affare (Der gute Handel)
8. Lo strano violinista (Der wunderliche Spielmann)
9. I dodici fratelli (Die zwölf Brüder)
10. Gentaglia (Das Lumpengesindel)
11. Fratellino e Sorellina (Brüderchen und Schwesterchen)
12. Raperonzolo (Rapunzel)
13. I tre ometti nel bosco (Die drei Männlein im Walde)
14. Le tre filatrici (Die drei Spinnerinnen)
15. Hänsel e Gretel (Hänsel und Gretel)
16. Le tre foglie della serpe (Die drei Schlangenblätter)
17. La serpe bianca (Die weiße Schlange)
18. La pagliuzza, il carbone e il fagiolo (Strohhalm, Kohle und Bohne)
19. Il pescatore e la moglie (Von dem Fischer und seiner Frau)
20. Il coraggioso piccolo sarto (o Sette in un colpo) (Das tapfere Schneiderlein)
21. Cenerentola (Aschenputtel)
22. L'indovinello (Das Rätsel)
23. Il topino, l'uccellino e la salsiccia (Von dem Mäuschen, Vögelchen und der Bratwurst)
24. Frau Holle
25. I sette corvi (Die sieben Raben)
26. Cappuccetto Rosso (Rotkäppchen)
27. I musicanti di Brema (Die Bremer Stadtmusikanten)
28. L'osso che canta (Der singende Knochen)
29. I tre capelli d'oro del diavolo (Der Teufel mit den drei goldenen Haaren)
30. Pidocchietto e Pulcettina (Läuschen und Flöhchen)
31. La fanciulla senza mani (Das Mädchen ohne Hände)
32. Il furbo Gianni (Der gescheite Hans)
33. I tre linguaggi (Die drei Sprachen)
34. L'accorta Else (Die kluge Else)
35. Il sarto in cielo (Der Schneider im Himmel)
36. Il tavolino apparecchiato, l'asino d'oro e il bastone castigamatti (Tischchen deck dich, Goldesel und Knüppel aus dem Sack)
37. Pollicino (Daumesdick)
38. Le nozze della signora Volpe (Die Hochzeit der Frau Füchsin)
39. Gli gnomi (Die Wichtelmänner)
40. Lo sposo brigante (Der Räuberbräutigam)
41. Il signor Korbes (Herr Korbes)
42. Il compare (Der Herr Gevatter)
43. Frau Trude
44. Comare Morte (Der Gevatter Tod)
45. Il viaggio di Pollicino (Daumerlings Wanderschaft)
46. Il falso uccello e lo sposo stregone (Fitchers Vogel)
47. Il ginepro (Von dem Machandelboom)
48. Il vecchio Sultano (Der alte Sultan)
49. I sei cigni (Die sechs Schwäne)
50. Rosaspina (Dornröschen)
51. L'uccellintrovato (Fundevogel)
52. Il re Bazza di Tordo (König Drosselbart)
53. Biancaneve (Schneewittchen)
54. Lo zaino, il cappellino e il corno (Der Ranzen, das Hütlein und das Hörnlein)
55. Tremotino (Rumpelstilzchen)
56. Il caro Orlando (Der Liebste Roland)
57. L'uccello d'oro (Der goldene Vogel)
58. Il cane e il passero (Der Hund und der Sperling)
59. Federico e Caterinella (Der Frieder und das Katherlieschen)
60. I due fratelli (Die zwei Brüder)
61. Il piccolo contadino (Das Bürle)
62. La regina delle api (Die Bienenkönigin)
63. Le tre piume (Die drei Federn)
64. L'oca d'oro (Die goldene Gans)
65. Dognipelo (Allerleirauh)
66. La sposa del leprotto (Häsichenbraut)
67. I dodici cacciatori (Die zwölf Jäger)
68. Il ladro e il suo maestro (De Gaudeif un sien Meester)
69. Jorinde e Joringel (Jorinde und Joringel)
70. I tre fortunelli (Die drei Glückskinder)
71. I sei che si fan strada per il mondo (Sechse kommen durch die ganze Welt)
72. Il lupo e l'uomo (Der Wolf und der Mensch)
73. Il lupo e la volpe (Der Wolf und der Fuchs)
74. La volpe e la comare (Der Fuchs und die Frau Gevatterin)
75. La volpe e il gatto (Der Fuchs und die Katze)
76. Il garofano (Die Nelke)
77. La saggia Gretel (Das kluge Gretel)
78. Il vecchio e il nipotino (Der alte Großvater und der Enkel)
79. L'ondina (Die Wassernixe)
80. La morte della gallinella (Von dem Tode des Hühnchens)
81. Fratello Allegrone (Bruder Lustig)
82. Il Giocatutto (De Spielhansl)
83. La fortuna di Hans (Hans im Glück)
84. Hans si sposa (Hans heiratet)
85. I figli d'oro (Die Goldkinder)
86. La volpe e le oche (Der Fuchs und die Gänse)
87. Il ricco e il povero (Der Arme und der Reiche)
88. L'allodola che canta e saltella (Das singende springende Löweneckerchen)
89. La ragazza delle oche (Die Gänsemagd)
90. Il giovane gigante (Der junge Riese)
91. L'omino della terra (Dat Erdmänneken)
92. Il re del monte d'oro (Der König vom goldenen Berg)
93. Il corvo (Die Raben)
94. La figlia furba del contadino (Die kluge Bauerntochter)
95. Il vecchio Ildebrando (Der alte Hildebrand)
96. I tre uccellini (De drei Vügelkens)
97. L'acqua della vita (Das Wasser des Lebens)
98. Il dottor Satutto (Doktor Allwissend)
99. Lo spirito nella bottiglia (Der Geist im Glas)
100. Il fuligginoso fratello del diavolo (Des Teufels rußiger Bruder)
101. Pelle d'orso (Bärenhäuter)
102. Il re di macchia e l'orso (Der Zaunkönig und der Bär)
103. La pappa dolce (Der süße Brei)
104. Gente furba (Die klugen Leute)
105. Storie della serpe (Märchen von der Unke)
106. Il povero garzone di mugnaio e la gattina (Der arme Müllerbursch und das Kätzchen)
107. I due viandanti (Die beiden Wanderer)
108. Gian Porcospino (Hans mein Igel)
109. La camicia da morto (Das Totenhemdchen)
110. L'ebreo nel roveto (Der Jude im Dorn)
111. Il cacciatore provetto (Der gelernte Jäger)
112. La trebbia venuta dal cielo (Der Dreschflegel vom Himmel)
113. I due figli del re (Die beiden Königskinder)
114. Il saggio piccolo sarto (Vom klugen Schneiderlein)
115. La luce del sole lo rivelerà (Die klare Sonne bringt's an den Tag)
116. La luce azzurra (Das blaue Licht)
117. Il bambino capriccioso (Das eigensinnige Kind)
118. I tre medicastri (Die drei Feldscherer)
119. I sette svevi (Die sieben Schwaben)
120. I tre garzoni (Die drei Handwerksburschen)
121. Il principe senza paura (Der Königssohn, der sich vor nichts fürchtete)
122. L'insalata magica (Der Krautesel)
123. La vecchia nel bosco (Die Alte im Wald)
124. I tre fratelli (Die drei Brüder)
125. Il diavolo e sua nonna (Der Teufel und seine Großmutter)
126. Fernando Fedele e Fernando Infedele (Ferenand getrü und Ferenand ungetrü)
127. Il forno (Der Eisenofen)
128. La filatrice pigra (Die faule Spinnerin)
129. I quattro fratelli ingegnosi (Die vier kunstreichen Brüder)
130. Unocchietto, Duocchietti, Treocchietti (Einäuglein, Zweiäuglein und Dreiäuglein)
131. La bella Catrinelia e Pif Paf Pum Scopino (Die schöne Katrinelje und Pif Paf Poltrie)
132. La volpe e il cavallo (Der Fuchs und das Pferd)
133. Le scarpe logorate dal ballo (Die zertanzten Schuhe)
134. I sei servi (Die sechs Diener)
135. La sposa bianca e la sposa nera (Die weiße und die schwarze Braut)
136. Hans di ferro (Eisenhans)
137. Le tre principesse nere (De drei schwatten Prinzessinnen)
138. Knoist e i suoi tre figli (Knoist un sine dre Sühne)
139. La ragazza di Brakel (Dat Mäken von Brakel)
140. Chiacchiere delle donnette (Das Hausgesinde)
141. L'agnellino e il pesciolino (Das Lämmchen und das Fischchen)
142. Il monte Simeli (Simeliberg)
143. Il giramondo (Up Reisen gohn)
144. L'asinello (Das Eselein)
145. Il figlio ingrato (Der undankbare Sohn)
146. La rapa (Die Rübe)
147. Il fuoco che ringiovanisce (Das junggeglühte Männlein)
148. Le bestie del Signore e quelle del diavolo (Des Herrn und des Teufels Getier)
149. La trave del gallo (Hahnenbalken)
150. La vecchia mendicante (Die alte Bettelfrau)
151. I tre pigri (Die drei Faulen) - I dodici fratelli pigri (Die zwölf faulen Knechte)
152. Il pastorello (Das Hirtenbüblein)
153. La pioggia di stelle (Die Sterntaler)
154. Il centesimo rubato (Der gestohlene Heller)
155. La scelta della sposa (Die Brautschau)
156. Gli scarti del lino (Die Schlickerlinge)
157. Il passero e i suoi quattro figli (Der Sperling und seine vier Kinder)
158. La favola del paese di Cuccagna (Das Märchen vom Schlaraffenland)
159. Una filastrocca di bugie (Das dietmarsische Lügenmärchen)
160. Una storia indovinello (Rätselmärchen)
161. Biancaneve e Rosarossa (Schneeweißchen und Rosenrot)
162. Il servo accorto (Der kluge Knecht)
163. La bara di vetro (Der gläserne Sarg)
164. Il pigro Rico (Der faule Heinz)
165. L'uccello grifone (Der Vogel Greif)
166. Il forte Hans (Der starke Hans)
167. Il contadinello in paradiso (Das Bürle im Himmel)
168. La magra Lisa (Die hagere Liese)
169. La casa nel bosco (Das Waldhaus)
170. Come dividere gioie e dolori (Lieb und Leid teilen)
171. Il re di macchia (Der Zaunkönig)
172. La sogliola (Die Scholle)
173. Il trombotto e l'upupa (Rohrdommel und Wiedehopf)
174. Il gufo (Die Eule)
175. La luna (Der Mond)
176. Il termine della vita (Die Lebenszeit)
177. I messaggeri della morte (Die Boten des Todes)
178. Mastro Punteruolo (Meister Pfriem)
179. La guardiana di oche alla fonte (Die Gänsehirtin am Brunnen)
180. I figli di Eva, uno diverso dall'altro (Die ungleichen Kinder Evas)
181. L'ondina della pescaia (Die Nixe im Teich)
182. I doni del popolo piccino (Die Geschenke des kleinen Volkes)
183. Il gigante e il sarto (Der Riese und der Schneider)
184. Il chiodo (Der Nagel)
185. Il povero ragazzo nella fossa (Der arme Junge im Grab)
186. La vera sposa (Die wahre Braut)
187. La lepre e il porcospino (Der Hase und der Igel)
188. Il fuso, la spola e l'ago (Spindel, Weberschiffchen und Nadel)
189. Il contadino e il diavolo (Der Bauer und der Teufel)
190. Le briciole sulla tavola (Die Brosamen auf dem Tisch)
191. Il leprotto marino (Das Meerhäschen)
192. Il ladro maestro (Der Meisterdieb)
193. Il tamburino (Der Trommler)
194. La spiga (Die Kornähre)
195. Il tumulo (Der Grabhügel)
196. Il vecchio Rink Rank (Oll Rinkrank)
197. La palla di cristallo (Die Kristallkugel)
198. La vergine Malvina (Jungfrau Maleen)
199. Gli stivali di bufalo (Der Stiefel von üffelleder)
200. La chiave d'oro (Der goldene Schlüssel)

#### Leggende per bambini
- San Giuseppe nel bosco (Der heilige Joseph im Walde)
- I dodici apostoli (Die zwölf Apostel)
- La rosa (Die Rose)
- Umiltà e povertà portano in cielo (Armut und Demut führen zum Himmel)
- Il cibo di Dio (Gottes Speise)
- I tre ramoscelli (Die drei grünen Zweige)
- La tazzetta della Madonna (Muttergottesgläschen)
- La vecchierella (Das alte Mütterchen)
- Le nozze celesti (Die himmlische Hochzeit)
- La verga di nocciolo (Die Haselrute)

## Fiabe espunte
Segue un elenco delle fiabe presenti nelle precedenti edizioni della raccolta e in seguito rimosse poiché, a seconda dei casi, ritenute non originarie dell'area germanica, inadatte ai bambini o perché simili ad altre già presenti nel volume. Fra parentesi il numero che occupavano originariamente nell'indice.

### 1812
- L'usignolo e l'orbettino (Von der Nachtigall und der Blindschleiche) (6)
- La mano col coltello (Die Hand mit dem Messer) (8)
- Il signor Dettofatto (Herr Fix und Fertig) (16)
- Bambini che giocano a fare il macellaio (Wie Kinder Schlachtens miteinander gespielt haben) (22)
- La morte e il guardiano d'oche (Der Tod und der Gänsehirt) (27)
- Il gatto con gli stivali (Der gestiefelte Kater) (33)
- Hansens Trine (34)
- Il tovagliolo, lo zaino, il berrettino cannoniere e il corno (Von der Serviette, dem Tornister, dem Kanonenhütlein und dem Horn) (37)
- Lo strano festino (Die wunderliche Gasterei) (43)
- Nanni scemo (Hans Dumm) (54)
- Il principe cigno (Prinz Schwan) (59)
- L'uovo d'oro (Das Goldei) (60)
- Come un sarto si fece ricco (Von dem Schneider, der bald reich wurde) (61)
- Barbablù (Blaubart) (62)
- La colomba bianca (Die weiße Taube) (64A, sotto il titolo Von dem Dummling)
- Urleblup (Hurleburlebutz) (66)
- Il giardino metà estate e metà inverno (Von dem Sommer- und Wintergarten) (68)
- L'ocherlò (Der Okerlo) (70)
- Principessa pelle di topo (Prinzessin Mäusehaut) (71)
- Questa pera non vuol cascare (Das Birnli will nit fallen) (72)
- Il castello del delitto (Das Mörderschloss) (73)
- Giovanni e Gaspare della Cascata (Von Johannes-Wassersprung und Caspar-Wassersprung) (74)
- La fenice (Vogel Phönix) (75)
- A proposito di un falegname e di un tornitore (Vom Schreiner und Drechsler) (77)
- Il fabbro e il diavolo (Der Schmied und der Teufel) (81)
- Le tre sorelle (Die drei Schwestern) (82)
- La suocera (Die Schwiegermutter) (84)
- Il fiore di neve (Schneeblume) (85A , Frammenti)
- La principessa con il pidocchio (Prinzessin mit der Laus) (85B, Frammenti)
- Il principe Giovanni (Vom Prinz Johannes) (85C, Frammenti)
- Il buon straccio (Der gute Lappen) (85D, Frammenti)

### 1815
- Il principe ranocchio (Der Froschprinz) (99)
- Le bestie fedeli (Die treuen Tiere) (104)
- Le cornacchie (Die Krähen) (107)
- Il bighellone e il sollecito (Der Faule und der Fleißige) (119)
- Il nasone (Die lange Nase) (122)
- Il leone e la rana (Der Löwe und der Frosch) (129)
- Il soldato e il falegname (Der Soldat und der Schreiner) (130)
- L'uomo selvatico (Der wilde Mann) (136)
- I figli e la fame (Die Kinder in Hungersnot) (143)
- La santa premura (Die heilige Frau Kummernis) (152)

### 1840
- La scarogna (Das Unglück) (175)

### 1843
- La prova dei piselli (Die Erbsenprobe) (182)
- Il brigante e i suoi figli (Der Räuber und seine Söhne) (191)

### Traduzioni
- Favole scelte dalla raccolta dei fratelli Grimm, collana Biblioteca per fanciulli, traduzione di Filippo Paoletti, Milano, Paolo Carrara, 1875, SBN PAR1272871.
- Cinquanta novelle per i bambini e per la casa, traduzione di Fanny Vanzi Mussini, Hoepli, 1897.
- Le novelle per tutti, collana Biblioteca Salani illustrata, vol. 320, Firenze, Salani, 1908, SBN CUB0327217.
- Le novelle per le famiglie, collana Biblioteca Salani illustrata, vol. 321, Firenze, Salani, 1908, SBN LO10833425.
- Le novelle celebri, collana Biblioteca Salani illustrata, vol. 322, Firenze, Salani, 1908, SBN CUB0327215.
- Il libro delle fiabe, collana Biblioteca Salani illustrata, vol. 323, Firenze, Salani, 1908, SBN CUB0327214.
- Novelle straordinarie, collana Biblioteca Salani illustrata, vol. 324, Firenze, Salani, 1908, SBN CFI0391032.
- Nuove novelle, traduzione di Mary Tibaldi Chiesa, illustrazioni di Angiola Resignani, Hoepli, 1943.
- Le fiabe del focolare, prefazione di Giuseppe Cocchiara, trad. Clara Bovero, Collana i millenni, Torino, Einaudi, 1951.
- Fiabe, traduzione di F. De Rosa, Milano, Mursia, 1965.
- Tutte le Fiabe, traduzione di Dino Provenzal, Milano, Bietti, 1967.
- Fiabe del Focolare, traduzione di C. Bovero, Torino, Einaudi, 1979.
- Antonio Gramsci, Favole di libertà, a cura di Elsa Fubini e Mimma Paulesu, introduzione di Carlo Muscetta, Vallecchi, 1980, SBN IEI0010859.
- Cinquanta favole, traduzione di F. Vanzi Mussini, Milano, Hoepli, 1982.
- Fiabe, a cura di Laura Mancinelli, Collana Oscar, Milano, Arnoldo Mondadori Editore, 1990.
- Grimm, Tutte le favole, a cura di Brunamaria Dal Lago Veneri, Ariccia (Roma), Newton Compton Editori, 2010.
- Tutte le fiabe. Prima edizione integrale 1812-1815, A cura di Camilla Miglio, con 24 tavole di Fabian Negrin, Roma, Donzelli, 2015, ISBN 978-88-6843-347-5.

### Altro
- (DE) Gabriele Seitz, Die Bruder Grimm: Leben, Werk, Zeit, Winkler, München, 1984.
- (EN) Maria Tatar, The Hard Facts of the Grimms' Fairy Tales, Princeton, Princeton University Press, 1988.